# Stanley Schmidt
Stanley Schmidt  (Cincinnati Ohio, 7 maart 1944 ) is een Amerikaanse sciencefictionredacteur en schrijver.
Schmidt studeerde af in natuurkunde aan de Universiteit van Cincinnati in 1966 en promoveerde aan de Case Western Reserve University in 1969. Hij werd professor aan het Heidelberg College in Tiffin, Ohio waar hij natuurkunde, astronomie en sciencefiction doceerde. 
Schmidt is redacteur van het tijdschrift Analog Science Fiction and Fact sinds 1978 en heeft vele bloemlezingen met verhalen uit het blad gepubliceerd. Hij heeft daarnaast posities bekleed in de Raad van Advies voor de National Space Society en de Science Fiction Museum and Hall of Fame. Ondanks vele nominaties voor de Hugo Award als beste professionele redacteur, heeft hij de prijs nog nooit gewonnen. Schmidt was in 1998 eregast bij de World Science Fiction Convention in Baltimore, Maryland.
Zijn eerste korte verhaal, A Flash of Darkness, publiceerde hij in 1968; zijn eerste roman, The Sins of the Fathers verscheen in drie delen in Analog (1973).

## Gedeeltelijke bibliografie
Romans
- The Sins of the Fathers (1973)
- Newton and the Quasi-Apple (1975)
- Tweedlioop (1986)
- Argonaut (2002)

Verzamelbundels
- Lifeboat Earth (1978)
- Islands in the Sky: Bold New Ideas for Colonizing Space (1996) met Robert Zubrin
- Roads Not Taken: Tales of Alternate History (1998) met Gardner Dozois
- Generation Gap and Other Stories (2002)

Non-fictie
- Aliens and Alien Societies: A Writer's Guide to Creating Extraterrestrial Life-Forms (1996)
- Which Way to the Future? (2001)